# Utracona sprzedaż
Utracona sprzedaż (ang. lost sales, lost revenue, lost income, także 'utracony przychód', 'utracony zysk') – termin pojawiający się w dyskusjach na temat piractwa internetowego. Określa on hipotetyczne straty wynikające z braku sprzedaży kopii utworu, który został „spiracony”, tj. pobrany z nielegalnego źródła internetowego. 
Termin ten jest krytykowany z powodu założenia, że produkt byłby zakupiony (nastąpiłaby sprzedaż), gdyby nie piractwo. Zgodnie z tym założeniem w warunkach braku piractwa konsument nie ma wyboru pomiędzy dokonaniem a niedokonaniem zakupu, zawsze wybierając zakup, co jest wedle krytyków nie zawsze realne. Jak zauważył Łukasz Reczulski w analize zjawiska fandomu mangi i anime, gdzie naruszanie praw autorskich jest nagminne: "gdyby nie [łamanie praw autorskich] to z pewnością nigdy nie doszłoby do powstania rodzimego oficjalnego rynku japońskiej popkultury, a nawet jeśliby on powstał, to zapewne nigdy nie rozrósłby się do tak olbrzymich rozmiarów, jakie osiąga obecnie...  Strata w postaci pieniędzy, które nigdy nie zostałyby zarobione, gdyby ten rynek nie powstał, na pewno kilkusetkrotnie przewyższa sumę strat poniesionych łącznie przez wszystkich polskich dystrybutorów wskutek potencjalnych szkód wywołanych aktywnością twórczą polskich fanów".
Pojęcie to jest podobne do prawnego pojęcia utraconych korzyści (łac. lucrum cessans). Jednakże utrata zysku w przypadku utraconych korzyści musi być przez żądającego odszkodowania udowodniona, czyli wykazana z tak dużym prawdopodobieństwem, że uzasadnia ono w świetle doświadczenia życiowego przyjęcie, że utrata korzyści rzeczywiście nastąpiła.
To pojęcie występujące również w analizach sprzedaży w sklepach, szczególnie w sieciach sklepów. Jest to teoretyczna wielkość sprzedaży, która nie mogła być dokonana przez klienta ze względu na to, że danego towaru nie było w sklepie. Ze względu na wiele czynników wpływających na decyzje zakupowe klientów istnieje przynajmniej kilka metod wyznaczania wielkości utraconej sprzedaży, które dają różne wyniki.
Krytyką pojęcia utraconej sprzedaży była w Polsce m.in. inicjatywa "Strata Kazika" z początku dekady lat 10. XXI wieku.